# لوكاس كروغر
لوكاس كروغر هو لاعب كرة قدم ألماني في مركز الهجوم، ولد في 20 يناير 2000 في ألمانيا. لعب مع آر بي لايبزيغ.

## وصلات خارجية
- لوكاس كروغر على موقع قاعدة بيانات كرة القدم.إي يو (الإنجليزية)
- لوكاس كروغر على موقع عالم كرة القدم.نت (الإنجليزية)